# Eleocharis fuscopurpurea
Eleocharis fuscopurpurea är en halvgräsart som först beskrevs av Ernst Gottlieb von Steudel, och fick sitt nu gällande namn av Hans Heinrich Pfeiffer. Eleocharis fuscopurpurea ingår i släktet småsäv, och familjen halvgräs. Inga underarter finns listade i Catalogue of Life.